# Alex B. meets John P.
Alex B. meets John P. (AMJ) ist ein deutsches Musikproduzenten-Duo. Hinter dem Danceprojekt steht das erfolgreiche Produzenten-Team Alexander Bormann und Patrick John.

## Erfolge
Mit ihrer ersten Single „Together“ wurden sie Anfang 2003 deutschlandweit bekannt. Im September 2003 lieferten sie ihre zweite Single Enjoy Your Dreams hinterher, welche sich im Spätsommer zu einem Club-Hit entwickelte. Auch ihre Single Enjoy Your Dreams konnte sich in der German DJ Playlist platzieren und verweilte allein 6 Wochen in den Top-50. Weiterhin konnten sie sich auch in den DMC- und ODC-Charts sowie in den DJ-Top-40 platzieren.
Die Single Enjoy Your Dreams wurde im November 2003 als Maxi-CD und Vinyl über ZYX Music europaweit veröffentlicht. Ihre dritte Veröffentlichung Never Let This Record Stop erschien im April 2004 über ZYX-Music mit Remixen von Future Mind und DJ Happy Vibes. Auch diese Nummer platzierte sich in den deutschen Dance- und Discocharts wie ihre Vorgänger erfolgreich. In den Sunshine-live-Hörercharts stieg die Nummer auf Anhieb auf Platz 17 ein.

## Auflösung und Neugründung
Nach dieser letzten gemeinsamen Produktion trennten sich die Wege von Alexander Bormann und Patrick John vorläufig. Seitdem veröffentlichte Alexander Bormann mehrere erfolgreiche Produktionen mit seinem Soloprojekt Alex B., unter anderem das Bonnie-Tyler-Cover I Need A Hero.
Im Jahr 2008 gab es eine Neuauflage des Produzentenduos Alex B. meets John P. Island Of Fate heißt die gemeinsame Produktion, welche Anfang Juni 2008 von dem eigenen Plattenlabel AMJ Records veröffentlicht wurde.